# Tamás Szélesi
Tamás Szélesi es un deportista húngaro que compitió en piragüismo en la modalidad de aguas tranquilas. Ganó una medalla de bronce en el Campeonato Mundial de Piragüismo de 1982, en la prueba de K4 10 000 m.

## Palmarés internacional
| Campeonato Mundial | Campeonato Mundial    | Campeonato Mundial | Campeonato Mundial |
| Año                | Lugar                 | Medalla            | Evento             |
| ------------------ | --------------------- | ------------------ | ------------------ |
| 1982               | Belgrado (Yugoslavia) | Medalla de bronce  | K4 10 000 m        |